# Duché de Bénévent
Ne doit pas être confondu avec Principauté de Bénévent.
Vers 571 – 1077
Entités précédentes :
- Royaume lombard

Entités suivantes :
- Comté d'Apulie

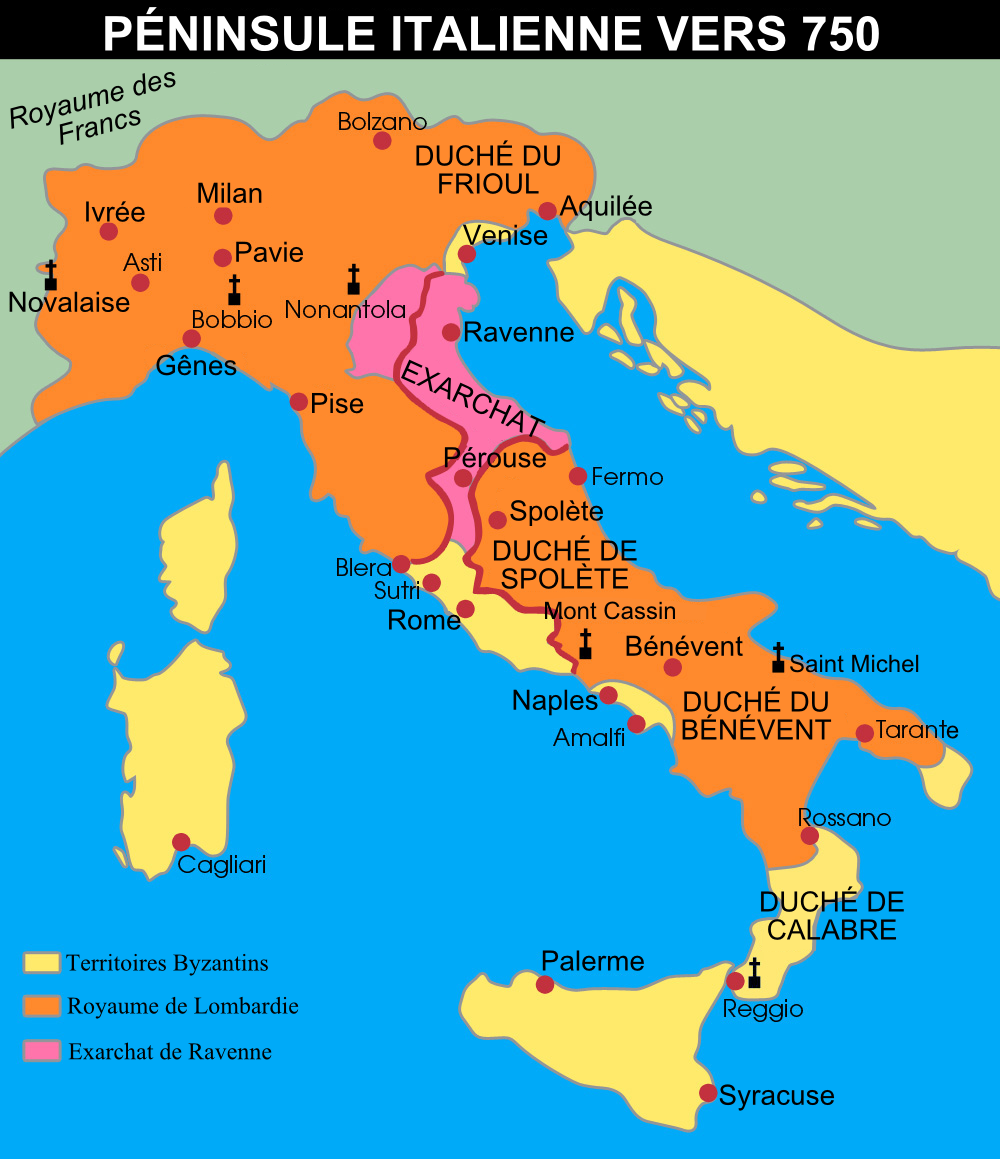
Péninsule Italienne vers 750

Le duché de Bénévent était le plus important duché lombard de l'Italie médiévale, dont la capitale était Bénévent, ville centrale du Mezzogiorno. 
Coupé du reste du royaume lombard d'Italie par le duché de Rome byzantin puis papal, Bénévent était au départ semi-indépendant. Ce n'est que pendant les règnes de Grimoald Ier et des rois issus de Liutprand que le duché s'est affranchi du royaume. 
Après la chute du royaume, le duché de Bénévent est la seule entité lombarde qui ait maintenu en tant qu'État son indépendance, pendant près de trois cents ans, jusqu'à sa division en 849.
Paul Diacre qualifie le duché de Bénévent de « duché des Samnites », se référant aux anciens habitants italiques de la région qui ont donné leur nom à la région Samnium.

## Histoire
Le duché de Bénévent avait pour siège Bénévent, une ville de Campanie en Italie du sud.

### Fondation
Les circonstances de la création du duché sont contestées. Selon certains chercheurs, les Lombards étaient présents dans le sud de l'Italie bien avant la conquête totale de la vallée du Pô: le duché aurait été fondé en 570 ou 571. Le premier duc, Zotton, était un chef d'une bande de soldats qui descendait la côte de Campanie. D'abord indépendant, Zotton a finalement fait allégeance à l'autorité royale du Nord. Arigis Ier, son neveu, lui succède et le duché de Bénévent est gouverné jusqu'à sa fin d'après le principe de la succession héréditaire.
Une bande de territoire qui devait allégeance à Rome ou à Ravenne séparait le duché de Bénévent du royaume lombard de Pavie. 
Le duché était semi indépendant, en dépit de racines et d'une langue commune. Le droit et la religion étaient similaires et les ducs prenaient pour épouse des femmes de famille royale.
L'autonomie culturelle se dégage progressivement sous la forme d'un chant liturgique distinctif, le « chant bénéventain », développé dans l'église de Bénévent Une « Écriture bénéventaine » a également été développée pour l'écriture latine. 
L'écrivain du VIIIe siècle Paul Diacre arrive à Bénévent dans le cortège d'une princesse de Pavie, épouse du duc. Installé dans le plus grand des monastères de Bénévent, le Mont Cassin, il écrit tout d'abord une histoire de Rome, puis une histoire des Lombards, la principale source de l'histoire du duché à l'époque.

### Expansion
Sous les successeurs de Zotton, le duché est élargi au détriment de l'Empire byzantin. Arigis, depuis le duché du Frioul a conquis Capoue et Crotone, chassé les Byzantins d'Amalfi, mais a échoué devant Naples. Après son règne, les Byzantins avaient quitté le Sud Italie en dehors des villes Naples, Gaeta, Sorrente, la Calabre et certaines villes maritimes des Pouilles (Bari, Brindisi, Otrante, etc.). 
En 662, le duc Grimoald Ier (duc depuis 647), rejoint le nord Italie pour aider le roi Godepert contre son frère Perctarith. Grimoald décide de s'emparer du pouvoir et tue Godepert dans le palais de Pavie, après la fuite du roi Perctarith (662). Comme roi des Lombards, il essaie de rétablir l'arianisme au détriment du catholicisme devenu majoritaire à la fin du règne d'Aripert. Toutefois, l'arianisme, distinction entre la minorité ethnique de Lombard et la population de langue grecque et latine, est en voie de disparition. 
En 663, Bénévent est assiégée par les Byzantins au cours de la tentative de Constant II, débarqué à Tarente, afin de récupérer le sud de l'Italie. Le duc Romuald défend la ville courageusement, et l'empereur, redoutant l'arrivée du père de Romuald, le roi Grimoald, se retire à Naples. Cependant, Romuald intercepte et détruit une partie de l'armée byzantine à Forino, localité située entre Avellino et Salerne. 
En 680 la paix est signée entre le duché et l'Empire d'Orient .
Au cours des décennies suivantes, le duché de Bénévent conquiert les territoires byzantins restants. Le royaume des Lombards du Nord devient l'ennemi principal du duché. Le roi Liutprand intervient afin d'imposer son propre candidat au trône ducal. 
Son successeur, Ratchis, déclare les duchés de Spolète et de Bénévent pays étrangers où il est désormais interdit de voyager sans autorisation royale.

### Passage du duché à la principauté
En 758, le roi Didier conquiert brièvement Spolète et Bénévent, interrompu en 774 par la conquête de Charlemagne du royaume Lombard. Arigis II revendique le titre royal, voulant faire de Bénévent un « secundum Ticinum » (une deuxième Pavie, ancienne capitale lombarde). Voyant que cela n'était pas possible sans attirer l'attention franque, il opte pour le titre de « princeps » (prince). 
En 787, à la suite du siège de Salerne par Charlemagne, Arigis IIe doit se soumettre à la suzeraineté franque. À cette époque, un chroniqueur cite Bénévent comme un « geminum de Ticinum » (une Pavie « jumelle »). 
Arigis élargit la ville romaine, avec les nouvelles enceintes fortifiées qui s'étendent au sud-ouest de la vieille ville, où les vieilles constructions rasées ont été remplacées par un nouveau palais princier, dont la cour est encore repérable dans le Piano di Corte de l'Acropole. Comme leurs ennemis byzantins, les princes ont accolé une église au palais, l'église Sainte-Sophie de Bénévent.
En 788, la principauté est envahie par les troupes byzantines, dirigées par le fils de Didier, Adelchis, qui s'était réfugié à Constantinople. Cependant, ses tentatives sont contrées par Grimoald IIIe, qui s'était rapproché des Francs, qui attaquent à leur tour les territoires de Bénévent, annexant Chieti au duché de Spolète. 
En 814, Grimoald IVe consent à une redevance annuelle et promet allégeance à Louis le Pieux, renouvelée par son successeur Sicon, mais aucun engagement n'est tenu et profitant de l'affaiblissement des rois carolingiens, le duché accroît son autonomie.

### Déclin

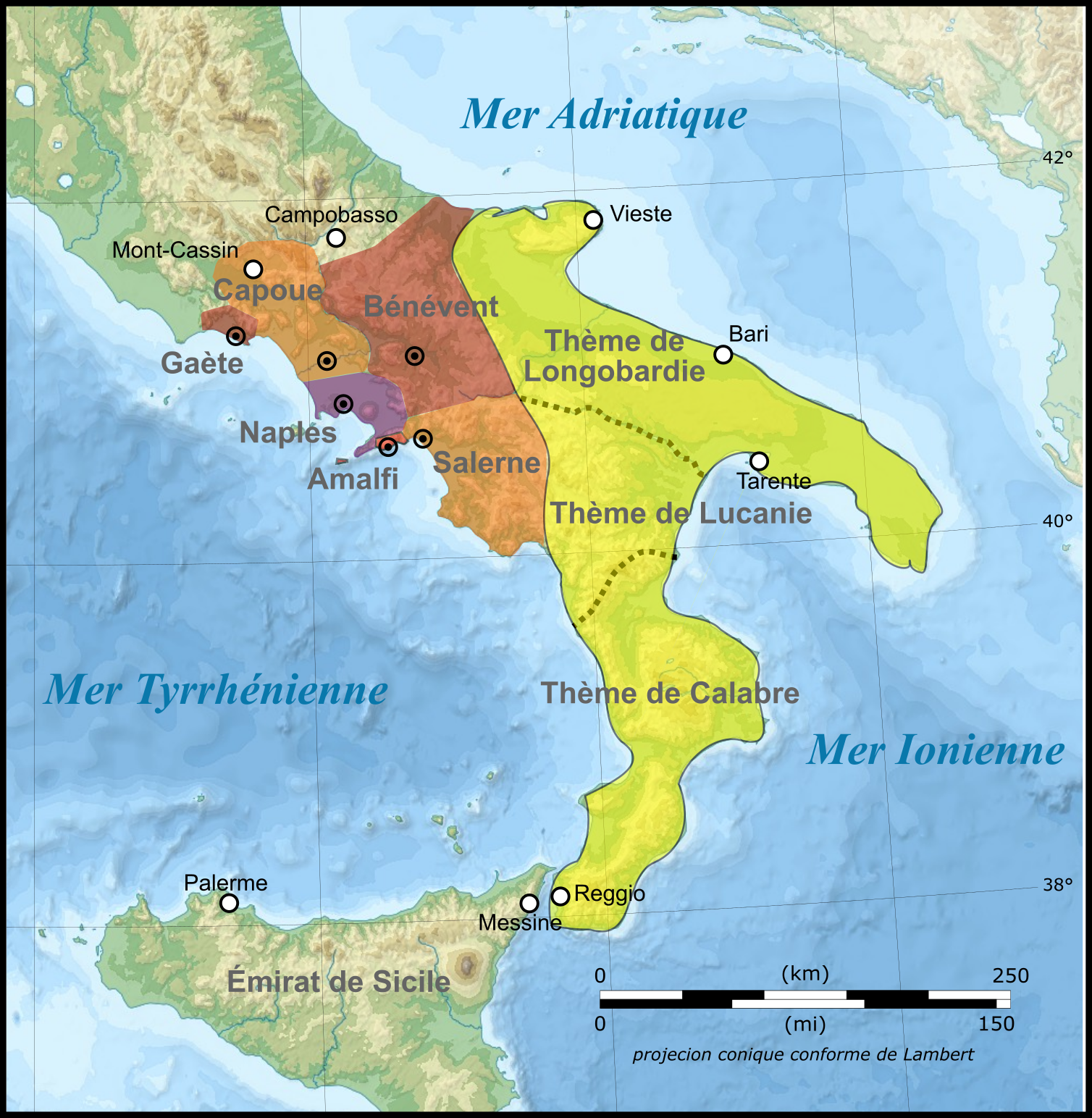
L'Italie du sud vers l'an 1000.

L'Italie à l'arrivée des Normands en 1000.

Sicard de Bénévent est le fils et successeur du prince Sicon. Un peu après son avènement, il prend et détruit Amalfi et fait déporter un grand nombre de ses habitants à Salerne.
C'est au cours des luttes entre le prince Sicard et le duc André II de Naples (834-840) que les Lombards se heurtent pour la première fois aux bandes de musulmans attirés en Campanie par les Napolitains. Les Arabes venant de Sicile contournent Otrante, débarquent à Brindisi et prennent la ville ; Sicard accourt pour les en chasser mais sa cavalerie tombe dans un piège tendu par les envahisseurs et périt en nombre pendant que le prince réussit à s'échapper à grand peine
L'assassinat du prince en juillet/août 839 marque le début d'une longue période d'instabilité chez les Lombards du sud de l'Italie. Il s’ensuivit une guerre de succession et la division du duché en deux principautés : Bénévent, dirigé par Radalgis et Salerne, dirigé par Siconulf, frère de Sicard (moitié du côté de la mer tyrrhénienne).
Sicard fut remplacé en août 839 par son trésorier Radelchis (mort en 851). Son frère Siconolf, qui avait été exilé à Tarente, en profite pour rassembler un parti de mécontents et déclarer l'indépendance en décembre de la principauté de Salerne pendant que les Amalfitains profitent eux aussi de la situation pour recouvrer eux aussi leur indépendance et se constituer en État autonome dirigés par des préfets annuels jusqu'en 859.
La crise est aggravée par les ravages des pirates sarrasins, appelés par Radelchis et par Sicinulf dans leur guerre de dix ans. La colonie sarrasine dans le sud du Latium est éliminée en 915, après la bataille du Garigliano. 
Cependant, l'Empire byzantin a reconquis une grande partie du sud de l'Italie, commençant par Bari, repris aux Sarrasins en 876, puis la Pouille et fondant le Catépanat d'Italie (999), réduisant de fait la puissance déjà en déclin de Bénévent.
En 978, Pandolf Tête de Fer réunit de nouveau Bénévent, Capoue et Salerne. Ses fils se partagent les territoires à sa mort.
En 1022, l’empereur Henri IIe s'empare momentanément de la principauté. Les Normands appelés afin de combattre les Sarrasins finissent par prendre le dessus dans les conflits entre Lombards (Salerne), Byzantins (Pouilles) et Sarrasins (Calabre) et établissent en 1042 le comté d'Apulie, avec comme capitale Melfi.
Le 18 juin 1053, Onfroy d'Apulie et Robert Guiscard défont la coalition ennemie à la bataille de Civitate, près de Foggia, qui est dirigée notamment par le pape Léon IX et l'empereur germanique Henri III le Noir. Léon IX, capturé et emprisonné, doit reconnaître la souveraineté normande sur l'Apulie.

### La fin de la principauté
En 1053, Bénévent passe sous l'autorité normande et papale qui depuis Rome nomme les ducs lombards jusqu'en 1078, quand la papauté confie la seigneurie sur la principauté à Robert Guiscard, mais en 1081 le pouvoir est déjà rendu au pape. Bénévent est réduite à une petite ville sans territoire ni pouvoir.
La seule exception date de 1806, quand après la prise de Bénévent par Napoléon, Charles Maurice de Talleyrand est nommé prince de Bénévent. Mais le titre n'était qu'honorifique et disparaît avec la chute de Napoléon en 1815. 
Bénévent est resté sous domination pontificale jusqu'à l'unification de l'Italie en 1861.

## Chronologie au Moyen Âge
- 571, les Lombards fondèrent le duché de Bénévent, dont le premier duc est Zotton.
- 680, la paix est signée entre le duché et l'Empire d'Orient.
- 774, chute du royaume lombard de Pavie.
- 784, Arigis II érige le duché en principauté, capitule et devint formellement vassal de Charlemagne.
- 787, Arigis II dernier duc
- 788, la principauté est envahie par les troupes byzantines, dirigées par le fils de Didier, Adelchis.
- 840, le prince Sicard est assassiné, le domaine est divisé en deux principautés : Bénévent, dirigé par Radalgis et Salerne, dirigé par Siconulf.
- 915, bataille du Garigliano, les Sarrasins sont délogés du sud du Latium par une ligue chrétienne ; les Byzantins en profitent pour débarquer et reconquérir la Pouille.
- 978, Pandolf Tête de Fer réunit de nouveau Bénévent, Capoue et Salerne.
- 1022, l’empereur germanique Henri II s'empare temporairement de Bénévent.
- 1053, bataille de Civitate : Les Normands menés par Robert Guiscard battent une coalition du pape, des Lombards et de l’empereur germanique. Fin de la principauté de Bénévent, devenant une cité sans territoire dont le pouvoir est détenu par la papauté.